# Skanderborg Kommune
Skanderborg Kommune ist eine dänische Kommune in Jütland. Sie entstand am 1. Januar 2007 im Zuge der Kommunalreform durch Vereinigung der „alten“ Skanderborg Kommune mit den bisherigen Kommunen Galten, Hørning und Ry im Århus Amt, sowie des östlichen Teils des Voerladegård Sogn der bisherigen Kommune Brædstrup im Vejle Amt.
Skanderborg Kommune besitzt eine Gesamtbevölkerung von 65.138 Einwohnern (Stand 1. Januar 2023) und eine Fläche von 416,80 km². Sie ist Teil der Region Midtjylland. Der Sitz der Verwaltung ist in Skanderborg.

## Kirchspielsgemeinden und Ortschaften in der Kommune
Auf dem Gemeindegebiet liegen die folgenden Kirchspielsgemeinden (dän.: Sogn) und Ortschaften mit über 200 Einwohnern  (byområder (dt.: „Stadtgebiete“) nach Definition der Statistikbehörde); Einwohnerzahl am 1. Januar 2023, bei einer eingetragenen Einwohnerzahl von Null hatte der Ort in der Vergangenheit mehr als 200 Einwohner:
| Sogn                  | Einwohner              | Ortschaft                      | Einwohner |
| --------------------- | ---------------------- | ------------------------------ | --------- |
| Adslev Sogn           | 484                    |                                |           |
| Alling Sogn           | 272                    |                                |           |
| Blegind Sogn          | 848                    | Blegind                        | 244       |
| Dover Sogn            | 1.800                  | Alken                          | 238       |
| Fruering Sogn         | 2.262                  | Fruering Virring               | 417 1.141 |
| Galten Sogn           | 5.166                  | Galten                         | 9.177     |
| Gammel Rye Sogn       | 2.226                  | Gammel Rye                     | 1.590     |
| Hylke Sogn            | 829                    | Hylke                          | 417       |
| Hørning Sogn          | 8.113                  | Hørning                        | 8.474     |
| Låsby Sogn            | 2.488                  | Låsby                          | 2.034     |
| Mesing Sogn           | 340                    |                                |           |
| Ovsted Sogn           | 1.216                  | Tebstrup                       | 664       |
| Ry Sogn               | 6.694                  | Ry                             | 7.382     |
| Sjelle Sogn           | 454                    | Sjelle                         | 315       |
| Skanderborg Sogn      | 16.546                 | Skanderborg                    | 20.079    |
| Skanderborg Slotssogn | 1. Januar 2006: 05.301 |                                |           |
| Skanderup Sogn        | 1. Januar 2006: 07.237 |                                |           |
| Skivholme Sogn        | 1.307                  | Herskind                       | 882       |
| Skjørring Sogn        | 418                    | Skjørring                      | 288       |
| Skovby Sogn           | 4.224                  |                                |           |
| Stilling Sogn         | 4.105                  |                                |           |
| Stjær Sogn            | 1.191                  | Stjær                          | 1.071     |
| Storring Sogn         | 581                    | Storring                       | 261       |
| Tulstrup Sogn         | 879                    | Laven (Teil mehrerer Kommunen) | 15        |
| Tåning Sogn           | 299                    |                                |           |
| Veng Sogn             | 1.166                  | Hårby Nørre Vissing            | 261 < 200 |
| Vitved Sogn           | 979                    |                                |           |
| Voerladegård Sogn     | 928                    | Voerladegård                   | 622       |

1. 1 2 3  Skanderborg Slotssogn und Skanderup Sogn sind 2006 im Skanderborg Sogn aufgegangen.
2. ↑  Die Einwohnerzahl von Nørre Vissing lag 2022 erstmals unter 200.

Soweit Sogne zusammengelegt wurden, bezieht sich das nur auf die kirchlichen Belange. In ihrer Eigenschaft als Matrikelsogne, also als Grundbuchbezirke der Katasterbehörde Geodatastyrelsen, wirken sich seit Abschaffung der Hardenstruktur 1970 solche Änderungen nicht mehr aus.

## Kultur und Sehenswürdigkeiten
- Das Skanderborg Museum wurde 1913 von Herman Christian Arent gegründet. Neben der naturkundlichen Abteilung bietet das Øm Kloster Museum Informationen und Besichtigungsmöglichkeiten zur Stadt- und Regionalgeschichte. Im Freigelände kann man Ausgrabungsfunde und Zeugnisse des einstigen Klosters besichtigen. Thematische Veranstaltungen ergänzen die Dauerausstellungen. Weitere Baudenkmale und historische Orte wurden als Spezial-Museen ausgewiesen: so erinnern zwei deutsche Bunker mit einer Dauerausstellung an die deutsche Besatzungszeit im Zweiten Weltkrieg, in einer der drei erhaltenen Windmühlen kann man die traditionelle bäuerliche Schnitzerei (Anfertigung von Holzschuhen, Werkzeugen und Geräten) kennenlernen, in einer umgenutzten Wassermühle sind Spuren und Zeugnisse der gewerblichen Binnenfischer, der Reusenbauer und Korbflechter zu besichtigen.
- Inmitten der Altstadt erblickt man ein schiefes, jedoch unbewohnbares Haus – es wurde als Projekt vom dänischen Kinderbuchautor Ole Lund Kirkegaard seiner Heimatstadt vermacht. Ziel ist eine liebevoll für Kinder gestalteten Phantasiewelt, die alljährlich von Sponsoren mit neuen Details – z. B. Drachenbänken, skurrilen Straßenschildern, Fassaden-Malereien und einem Kinderfest fortentwickelt werden soll.
- Die Stadtbibliothek Galten ist eine von drei öffentlichen Bibliotheken der Kommune. Das am Galtener Marktplatz befindliche Gebäude wurde durch die ortsansässige Künstlerin Bente Petersen liebevoll mit Stoff- und Filzpuppen sowie kindgerechtem Mobiliar ausgestaltet, es bietet besonders für Kindergärten und Grundschulen vorbereitete Veranstaltungen an.
- In der Kernstadt befindet sich das in einem Stadtpark errichtete Kulturhaus mit vielfältigen Angeboten. Das Kino Park BIO ist das größte der drei Lichtspieltheater in der Kommune und befindet sich im Multifunktionssaal des Kulturhauses. Es wurde 1998 eröffnet und bietet bei Standardbestuhlung 144 Sitzplätze. Der von 300 Bürgern getragene gemeinnützige Verein Skanderborg Biograffore betreibt die Kinos. Familienfreundliche Öffnungszeiten und thematisch breit gefächerte Filmprogramme sollen angeboten werden. Mit dem Mutter-Kind-Programm werden weitere Themenangebote im Kulturhaus vernetzt.
- Das im Stadtteil Ry befindliche Kino Ry Biograph ist mit 93 Sitzplätzen das kleinste und älteste Kino der Kommune, es wurde 1918 auf dem Gutsgelände von Rye Nørskov Gods eröffnet und wird seit 1990 vom Verein geführt, der zwei abendliche Vorstellungen anbietet.
- Das im Stadtteil Galten befindliche Kino BIO Huset wurde in den 1950er Jahren erbaut und ist ebenfalls in kommunalem Besitz. Es verfügt über 102 Plätze. Neben den laufenden Programmen großer Filmanbieter bietet das Kino an Vormittagen für Schulen und Seniorengruppen ausgewählte Filmangebote, beliebt sind auch die einmal im Monat als BabyBif gezeigten Kurzfilme für Kleinkinder.
- Die Volkshochschule Ry Højskole wurde 1892 gegründet und hat sich nach 2004 vom altbackenen Schulbetrieb gelöst und zum kulturellen Treffpunkt und Tagungsort herausgebildet. Die insgesamt 23 angebotenen Räume und Werkstätten bieten reichhaltige Möglichkeiten für künstlerische Gestaltung, Kochkurse, literarische Lesungen sowie von den Kursteilnehmern einstudierte Musik-, Theater- und Ballettaufführungen. Die meisten „Schüler“ sind 20 bis 25 Jahre alt und kommen aus ganz Dänemark, um bei renommierten Ausbildern einen Kurs zu belegen.
- In drei Stadtteilen gibt es örtliche Archive, die den Nachlass ihrer Bewohner sammeln und wissenschaftlich dokumentieren.
- Der Ort Sølund wurde 1970 am Rande eines Naturschutzgebietes (Sumpfareal) als Sozialsiedlung entworfen. Neben dem kommunalen Pflegeheim besitzt der Ort einen Wildpark mit Bergziegen und einen Ponyhof, bekannt ist der Ort auch für sein Moorbad.
- In einem Buchenwäldchen unweit der Kernstadt wurde schon in den 1870er Jahren Volksfeste und Sängertreffen veranstaltet. Man schuf als Arbeitsbeschaffungsprojekt eine Naturbühne, die 1928 als Amphitheater Skanderborg eingeweiht wurde und bis zum Beginn des Zweiten Weltkrieges in den Sommermonaten Unterhaltungsangebote für Jung und Alt ermöglichte. 1938 wurde dort unter freiem Himmel sogar die Jahrestagung des Dänischen Abstinenzvereins abgehalten. Das in den 1980er Jahren weitgehend verwilderte Gelände wurde von Jugendlichen als idealer Spielort für ein Rockmusik-Event entdeckt. Nach mehreren desaströsen Veranstaltungen entwickelte sich ab 1985 rasch das legendäre Skanderborg Festival mit mehr als 25.000 Besuchern.

## Sport und Freizeitangebote
- Der Skanderborg Golf Club ist ein 18-Loch-Golfplatz. Er liegt unweit des Skanderborg Sø in einem hügeligen Gebiet und erfordert deshalb auch sportliche Kondition. Gäste des Clubs werden in einem eigenen Hotel betreut.
- In der landschaftlich reizvollen Umgebung wurde vom dänischen christlichen Jugendverband ein ausgedehntes Grundstück erworben und als FDF Freiluftcenter Sletten eröffnet. Das Jugend-Camp gilt als schönstes Zeltlager im Herzen Dänemarks, das fast 100 Hektar große Grundstück bietet vielfältige Freizeitangebote. Im Abstand von fünf Jahren findet auf dem Gelände das zehntägige FDF-Landestreffen mit bis zu 15000 Teilnehmern statt.
- Die durch Flüsse und Kanäle miteinander verbundenen Seen der Kommune werden von Seglern und Wasserwanderern geschätzt.
- 1994 wurde am Skanderborg Sø ein dreifacher Weltrekord im Sportangeln auf Brassen erzielt. Die Möglichkeiten für Sport- und Freizeitangler werden gerühmt. Viele Anfänger haben an den kommunalen „Put & Take“ – Fischteichen ihren ersten Fisch geangelt. Die Angelstellen sind teilweise behindertengerecht ausgebaut, sogar Rollstuhlfahrer können dort mühelos angeln.